# Schreef
Een schreef (ook wel Engels: serif) is de schouder of het voetje uit de letteranatomie dat bij de letters van bepaalde lettertypen als afsluiting dwars op de uiteinden van de letterlijnen staat.

## Etymologie
Engelse en Duitse encyclopedieën noemen het Nederlands als vermoedelijke afkomst van het woord schreef, dat streep, lijn en ook grenslijn betekent. Het Engelse serif en sans serif zijn weer overgenomen uit het Frans, dat zelf de term empattement voor schreef gebruikt en linéale voor schreefloos. Het Duitse Serife is weer uit het Engels overgenomen.

## Lettertypen
Bij lettertypen met schreef bevindt de schreef zich aan het uiteinde van de lijnen van de letter. De letter l heeft in een geschreefde lettertypes kleine horizontale dwarsstreepjes boven en onder aan de poot.
Er bestaan geschreefde en schreefloze lettertypen. Populaire schreefloze lettertypes zijn onder meer Arial, Calibri, Helvetica en Verdana. Veelgebruikte geschreefde lettertypes zijn Times New Roman, Palatino en Georgia.

## Keuze van schreef op afgedrukte tekst
Een schreef geeft het beeld van een letter een grotere vormvariatie. Daardoor zijn letters meer te onderscheiden van elkaar en dus sneller herkenbaar. Ze worden minder snel verward met een andere letter. Dat maakt een tekst dus leesbaarder. Een schreef in een lange tekst ondersteunt de zoekende ogen omdat de schreven de ogen geleiden over de regel. Vandaar dat veel boeken en kranten een lettertype met schreef gebruiken. Bij korte teksten als titels of logo's en plaatsnamen op verkeersborden die in grotere maten worden weergegeven dan paginatekst hebben de ogen geen begeleiding nodig en kunnen de schreven zelfs storend werken: voor zulke teksten valt de keuze voor de opmaak eerder op een schreefloos lettertype.
Toch worden tegenwoordig ook lange teksten in een schreefloos lettertype opgemaakt. Recentere schreefloze letters onderscheiden zich van elkaar door andere onderdelen, zoals halve spaties en dunnere en dikkere elementen aan de letter (contrast), zoals het lettertype Optima.

## Keuze van schreef op een beeldscherm
Op een beeldscherm wordt vooral gebruikgemaakt van schreefloze lettertypen. Ook hier storen schreven de lezende ogen, aangezien dit beeld uit puntjes (pixels) samengesteld is. Hoe kleiner de puntgrootte, des te storender zijn schreven.

## Over de schreef
Het Nederlands kent het woord vooral van de uitdrukking over de schreef gaan: een vastgestelde grens overschrijden. Het spreekwoord vindt zijn oorsprong in het oude Griekenland. De steengraveerders, die teksten schreven in steen, moesten eerst de eind- en beginpunten van hun letters uitkerven (de schreef). Bij het graveren in steen gaat het bijna altijd om hoofdletters, waardoor die schreven goed te gebruiken zijn. Op die manier kon de graveerder niet voorbij de schreef kerven. De zegswijze betekent dus dat iemand uitschiet uit de schreef waar een letter in gekerfd moet worden (te ver gaan). Schreef(je) is in het Nederlands een synoniem voor streep(je), zoals blijkt uit de uitdrukking een schreefje voor hebben, hetzelfde als een turf op een kerfstok of papier.
In de omgangstaal is schreef een vrij algemeen woord voor grens. Bij werpspelen met centen, noten, knikkers of jetons wordt het woord schreef dus gebruikt voor een grensstreep op de grond: de voorwerpen moeten zo dicht mogelijk bij de schreef worden geworpen, maar die over de schreef gegooid worden, worden niet geteld. Bij het dobbelen is een schreef een krijtstreep op een boord (zie pietjesbak) om een waarde aan te geven.